# The Young in Heart

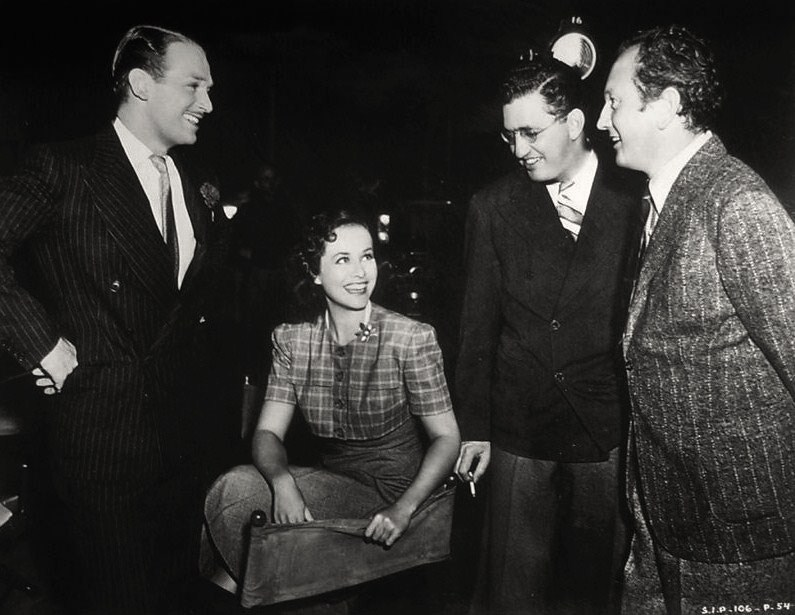
V.l.n.r. Douglas Fairbanks Jr., Paulette Goddard, David O. Selznick (producer) en Richard Wallace (regisseur) op de set van The Young in Heart

The Young in Heart is een Amerikaanse film uit 1938 onder regie van Richard Wallace. De film is gebaseerd op een reeks boeken van I.A.R. Wylie. De film werd drie keer genomineerd voor een Oscar.

## Verhaal
Een familie leeft al heel hun leven op andermans geld. Ze zullen er alles aan doen erfgenamen te worden van een oude rijke vrouw. Zelfs als ze daarvoor een baan moeten nemen...

## Rolverdeling
| Acteur                | Personage                |
| --------------------- | ------------------------ |
| Douglas Fairbanks Jr. | Richard Carleton         |
| Janet Gaynor          | George-Anne Carleton     |
| Paulette Goddard      | Leslie Saunders          |
| Billie Burke          | Marmy Carleton           |
| Roland Young          | Anthony 'Sahib' Carleton |
| Richard Carlson       | Duncan Macrae            |
| Lucile Watson         | Mevrouw Jennings         |
| Eily Malyon           | Sarah                    |
| Walter Kingsford      | Inspecteur               |